# Albert Meyering

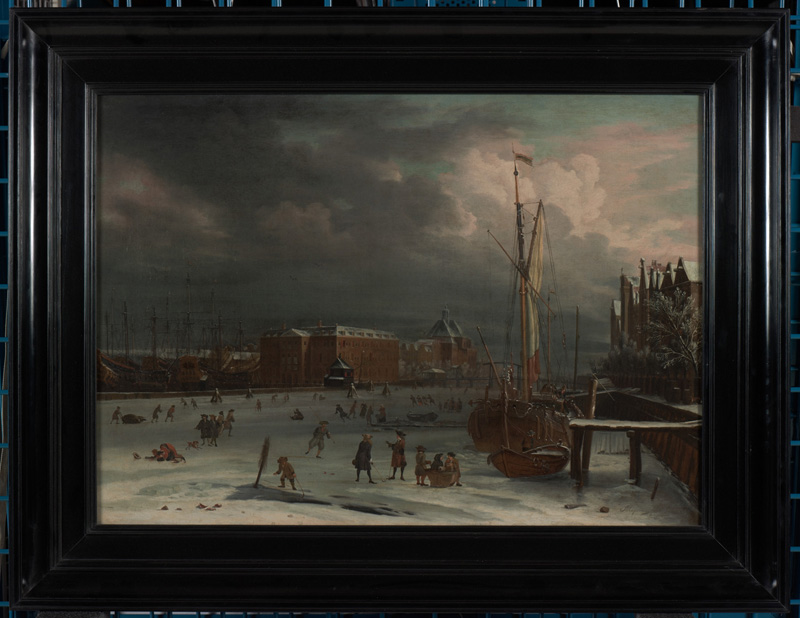
Het Zeemagazijn te Amsterdam en omgeving in het ijs

Albert Meyering (Amsterdam, gedoopt 24 september 1645 – aldaar, 17 juli 1714) was een Noord-Nederlands kunsthandelaar, prentenuitgever, etser, schilder en tekenaar, gespecialiseerd in landschappen en architecturale voorstellingen.
Hij was de zoon van schilder Frederik Meyeringh en broer van kunsthandelaar Hendrick Meijeringh. Albert Meyering reisde vanaf circa 1672 meer dan tien jaar door Europa samen met zijn vriend Johannes Glauber. Op 7 augustus 1688 trouwde hij in Amsterdam met Maria Schuurmans, weduwe van beeldhouwer Nicolaes Koninck.
Meyering werkte in Amsterdam van 1665 tot 1672, waarna hij korte tijd in Parijs verbleef. In 1675 vertrok hij naar Rome, waar hij werd beïnvloed door de landschapsschilder Gaspard Dughet. Tijdens zijn verblijf in Italië bezocht hij ook Napels, Padua en Venetië. In de vroege jaren 1680 verbleef hij in Hamburg en Kopenhagen, opnieuw in gezelschap van Glauber, voordat hij rond 1684 terugkeerde naar Amsterdam. Hij hielp Glauber bij het decoreren van de eetzaal van Huis Soestdijk voor Maria II van Engeland.
In 1688 werd Meyering burger van Amsterdam en gaf hij les aan leerlingen zoals Jacob Appel en Jacob Stockmann. Zijn werk vertoont invloed van Nicolas Poussin.
- Biografisch Portaal: 11705046
- Digitale Bibliotheek voor de Nederlandse Letteren: meij167
- Gemeinsame Normdatei: 1371800812
- International Standard Name Identifier: 0000 0000 6973 8477
- KulturNav: 9f623319-f417-4b6f-8a0e-b4fb6ab007df
- National Gallery of Victoria: 5164
- RKD-Nederlands Instituut voor Kunstgeschiedenis: 55785
- Système universitaire de documentation: 134570782
- Union List of Artist Names: 500009308
- Virtual International Authority File: 95737834